# En atendant (ballet)
Pour les articles homonymes, voir En attendant.
En atendant est un ballet de danse contemporaine de la chorégraphe belge Anne Teresa De Keersmaeker, écrit en 2010 pour la compagnie Rosas, constituant la première partie d'un diptyque avignonnais avec Cesena (2011). La création mondiale a eu lieu le 9 juillet 2010 lors du festival d'Avignon.

## Historique
En atendant (le titre utilise l'orthographe de l'ancien français avec un seul t) est une pièce pour huit danseurs créée par Anne Teresa De Keersmaeker pour le festival d'Avignon 2010 à la demande de Vincent Baudriller qui en commandite l'écriture. Troisième présentation d'un ballet de la chorégraphe au festival d'Avignon après Rosas danst Rosas en 1983 et Mozart/Concert Aria's en 1992, En atendant a été présenté en création mondiale le 9 juillet 2010 au Cloître des Célestins. Pour cette création 2010, Anne Teresa De Keersmaeker fait le choix d'un retour à une musique ancienne – après une précédente pièce The Song chorégraphiée de manière quasi-silencieuse – de l'Ars subtilior datant du XIVe siècle qu'elle a découvert à cette occasion et qui est en partie caractéristique du sud de la France de cette époque et donc d'Avignon. Le titre de l'œuvre est une référence à une ballade du poète médiéval occitan Philippus de Caserta (ca. 1370-1420) intitulée En atendant souffrir m'estuet grief payne signifiant « en attendant, il me faut endurer de pénibles tourments ».

L'écriture de En atendant s'est, comme cela est très fréquemment le cas avec la chorégraphe belge, bâtie autour d'une structure musicale qu'elle considère « hyper-sophistiquée, très mathématique, complexe, philosophique, presque abstraite » et qu'elle décide de faire interpréter par deux flûtistes (jouant de la flûte ancienne et moderne), une vielle, et une chanteuse. Elle déclare à ce propos : 

« Je n'ai jamais été plus proche de la musique qu'avec En atendant. »

En atendant est en effet marqué par le retour de la chorégraphe au « rapport fusionnel » entre le corps et la musique qui a constitué la base et la signature de son travail chorégraphique depuis 1980. Par ailleurs, la pièce lors de sa création à Avignon est marquée par un jeu précis de lumières naturelles avec le soleil couchant, au crépuscule, et la luminosité déclinante ; un second volet, intitulé Cesena, sera créé l'été suivant, dans un premier temps pour le cloître des Célestins avant d'être finalement programmé dans la cour d'Honneur du palais des Papes, avec cette fois-ci des représentations données à l'aube, à 4 h 30 et jouant avec le soleil levant.
Par ailleurs, Anne Teresa De Keersmaeker assume un certain parallèle intellectuel entre les évènements qui ont marqué le XIVe siècle – la Guerre de Cent Ans, le Grand Schisme d'Occident ayant conduit l'installation des papes en Avignon, les épidémies de peste noire – et la période contemporaine qui a abouti à l'écriture de cette pièce sur cette musique : « L'ars subtilior est la musique d'un temps de calamités. Il sied parfaitement à celles d'aujourd'hui ».

## Présentation générale
En atendant débute par l'arrivée, seul sur scène, d'un flûtiste qui durant environ 10 minutes réalise une montée chromatique progressive et absolument continue en pratiquant la technique de la respiration circulaire et fait entendre d'une à trois voix musicales. Suit l'entrée de la chanteuse qui interprète a cappella l'œuvre titre de la pièce et annonce l'arrivée des huit danseurs dans la lumière déclinante de la salle, éclairée par une série de lumières blanches depuis le devant de la scène. Alignés côté jardin, les danseurs entament leurs déplacements côté cour, et inversement. Ces déplacements marqueront l'espace chorégraphique du spectacle délimité sur toute la largeur du front de scène par un bourrelet de terre brune qui sera rapidement dispersée par un danseur sur la scène, rappelant les conditions de la création sur la terre battue du cloître des Célestins. Les mouvements chorégraphiques complexes donnés dans leur majorité en silence sont ponctuellement soulignés ou entrecoupés par les musiciens. À l'approche de la fin du spectacle, les lumières sur scènes déclinent insensiblement pour finir dans la quasi-obscurité laissant deviner le corps nu (une première pour la chorégraphe) d'un danseur.

## Accueil critique
Lors de la création de la pièce à Avignon, dans des conditions d'éclairage naturel le soir à la tombée de la nuit, les spectateurs et les critiques furent tous très enthousiastes. En atendant fut qualifié par Rosita Boisseau pour Le Monde de « retour magistral au Festival d'Avignon avec cette pièce resserrée, faussement pauvre dans son dénuement, d'une gravité sereine » soulignant la « simplicité et sophistication » ainsi que la « pureté vocale et surprise rythmique » de la musique. Marie-Christine Vernay pour Libération juge le « spectacle enchanteur [...] de toute beauté, justement acclamé » par le public,. La synergie entre la danse et la scénographie épurée, notamment l'utilisation du déclin de la lumière et du crépuscule, fut particulièrement remarquée, jugeant que l'« idée ce dispositif pauvre est lumineuse ». Par ailleurs, tous les critiques ont noté un changement de vocabulaire chorégraphique d'Anne Teresa De Keersmaeker notamment au niveau des mouvements des bras et des mouvements d'ensemble qui ne se font plus sur la base de la spirale classique de la chorégraphe mais sur celle de déplacements latéraux de cour à jardin des danseurs qui fréquemment constituent aussi des amas, réalisant ainsi des figures inhabituelles chez la chorégraphe belge,,. La capacité de renouvellement du langage chorégraphique De Keersmaeker avec cette création, après trente d'une carrière bien établie tant par son style que par sa renommée internationale, fut particulièrement remarquée et qualifiée de « puissance d'invention sidérante » d'une pièce « réalisée sans aucun fard ni artifice, portée par la seule puissance de corps dansants rendus palpables et de la musique prodiguée à vue, donn[ant] une fois de plus idée du talent protéiforme d’une artiste ». La pièce est considérée comme l'une des « vraies réussites » du festival 2010 dans son ensemble.
Lors de sa reprise au théâtre de la Ville à Paris en janvier 2011, les critiques restèrent particulièrement élogieuses, soulignant en notamment l'attention extrêmement précise du travail dans l'espace de la chorégraphe qui « avec En atendant, livre une calligraphie d'une richesse et d'une sophistication rarement atteintes ». En novembre 2012, lors de sa présentation au Sadler's Wells Theatre de Londres, l'accueil du public et d'une partie de la presse fut plus mitigé considérant notamment que la présentation de la pièce hors du contexte d'Avignon perd beaucoup de son impact, tout en soulignant tout de même la performance du danseur Carlos Garbin qui « attire en permanence l'œil tel un échappé d'un tableau du Caravage ». Le diptyque En atendant / Cesena est présenté en octobre 2013 à la Brooklyn Academy of Music à New York — notamment dans des représentations faites pour la première fois le même jour — où il reçoit un bon accueil de la critique qui relève en particulier le rapprochement de la pré-Renaissance et au post-modernisme, du souffle et du corps ainsi que le travail d'association entre danseurs et musiciens,.

## Fiche technique
- Chorégraphie : Anne Teresa De Keersmaeker
- Danseurs à la création : Bostjan Antoncic, Carlos Garbin, Cynthia Loemij, Mark Lorimer (en), Mikael Marklund, Chrysa Parkinson, Sandy Williams, et Sue-Yeon Youn
- Scénographie : Michel François
- Musique : Ars subtilior par les musiciens Bart Coen, Birgit Goris, Michael Schmid, Annelies van Gramberen, Pauline Renou
- Costumes : Anne-Catherine Kunz
- Production : Compagnie Rosas avec le Festival d'Avignon, La Monnaie de Bruxelles, le Théâtre de la Ville de Paris, le Grand Théâtre de Luxembourg et le Concertgebouw de Bruges, et le Festival grec de Barcelone
- Durée : environ 90 minutes
- Première : 9 juillet 2010 au Cloître des Célestins à Avignon dans le cadre du festival
- Représentations : plus de 75[18]